# Michael Swango
Michael Joseph Swango, születési nevén James Michael Swango, (Tacoma, 1954. október 21. –) egy amerikai sorozatgyilkos és orvos, aki a becslések szerint legalább hatvan emberrel végzett vagy próbált megölni mérgezéssel páciensei és kollégai körében az Egyesült Államokban és Zimbabwében. Ő maga csak négy ember megölését ismerte be, ezért 2000-ben háromszoros életfogytiglani szabadságvesztésre ítélték, a feltételes szabadságra bocsátás lehetőségéből kizárás mellett. Saját kérésére a Colorado állambeli Florence állami fegyintézetben őrzik.
Swango módszere a mérgezés volt, jellemzően a kiválasztott áldozat ételébe vagy italába rakott valamilyen mérget, általában arzént. A betegei esetében  vagy túladagolta a gyógyszerüket, vagy az állapotukra veszélyes szereket adott be nekik.

## Korai évei
Michael Swango a Washington állambeli Tacomában született 1954. október 21-én, majd az Illinois állambeli Quincy-ben nőtt fel, Muriel és John Virgil Swango középső gyerekeként. Swango apja az Egyesült Államok haderejének megbecsült tagja volt, a vietnami háborúban is részt vett. Visszatérése után azonban depressziós és alkoholista lett, ami miatt elváltak a feleségével. Swango nem sokat látta gyerekként az apját, így inkább az anyjához kötődött. 1972-ben évfolyamelsőként végzett a Quincy Notre Dame katolikus középiskolában. Középiskolai évei alatt klarinéton játszott az iskolai zenekarban.
Egy időben felszerelt a tengerészgyalogsághoz is, San Diegóban kapta meg az alapkiképzést. majd 1980-ban szerelt le. Egyetlen bevetésen sem vett részt, de az itt szerzett élményei hatására kezdték el érdekelni a testgyakorlatok. A Quincy Egyetemen, amikor épp nem tanult, rendszeresen látták őt futni, kalisztenikus gyakorlatokat végezni, és amikor valamilyen kritikát kapott az oktatóitól, fekvőtámaszokkal "büntette" magát. Swango summa cum laude minősítéssel végezte el az egyetemet és megkapta az Amerikai Kémiai Társaság díját is. Ezután a Dél-Illiinois Egyetem orvosi karán (SIU) tanult tovább.
Itt tanulása idején számos probléma volt vele. Habár kitűnő diák volt, a tanulás helyett jobban érdekelték a sürgősségi osztályon előforduló esetek. A megfigyelések szerint lenyűgözték őt a haldokló páciensek. Ekkoriban nem tűnt fel senkinek az, hogy Swango pácienseinek gyanúsan nagy hányadánál kell életmentő beavatkozást alkalmazni, és legalább öten közülük meg is haltak.
Swango hozzáállása egy hónappal a várható lediplomázása előtt bosszulta meg magát. Mint kiderült, nem vett részt a kötelező szülész-nőgyógyász gyakorlaton, de meghamisította a jelenléti ívet. Ezt egyes diáktársai szerint legalább másodéves kora óta csinálhatta. Majdnem kicsapták, azonban a fegyelmi bizottság egyetlen tagjának ellenszavazata miatt adtak neki még egy esélyt (akkoriban egyhangúság kellett a kicsapáshoz). A már korábban is felmerült aggályok miatt azonban előírták neki, hogy teljesítse elmaradt kötelezettségeit és még egy évet töltsön az egyetemen.

## Gyilkosságok
Annak ellenére, hogy az orvosi kar dékánja meglehetősen lesújtó jellemzést csatolt a személyi anyagához, Swangónak az Ohiói Állami Egyetem  columbusi klinikája (OSU) egyéves általános sebészeti gyakornoki pozíciót ajánlott fel 1983-ban. Miközben itt dolgozott, a nővéreknek nagyon gyanús lett, hogy látszólag egészséges betegek halnak meg gyors egymásutánban, és mindig akkor, amikor Swango volt az ügyeletes. Egy nővér rajta is kapta, amikor az egyik betegnek beadott valamit, aki ezután nagyon rosszul lett.
Ugyan a nővérek jelentették aggodalmaikat, de a kórház nem foglalkozott velük.1984-ben volt ugyan egy vizsgálat, de nem állapították meg a felelősségét. Hanyag munkavégzésére hivatkozás miatt azonban nem hosszabbították meg a munkaviszonyát az egy év lejárta után - mint utóbb kiderült, az OSU-nál féltek attól, hoghy Swango bepereli őket, ha indoklás nélkül kirúgják, ezért inkább azt a megoldást választották, hogy amint lehetséges, megszabadulnak tőle.
1984 júliusában visszatért Quincy-be, ahol az Adams megyei mentőszolgálatnál helyezkedett el, mint mentőorvos, azért, hogy megszerezze a szakmai gyakorlati időt. Kollégái szerint bizarr módon feltüzelte a súlyos balesetek látványa, és egy idő után felfedezték, hogy valahányszor valamilyen étellel vagy itallal kínálja őket, ők kivétel nélkül mindig rosszul lettek. Az év októberében a rendőrség letartóztatta, miután otthonában arzén alapú rovarirtót és más mérgeket találtak. A rovarirtót állítása szerint vöröshangyák kiirtására tartotta, azonban a szer (mely lényegében szőlőcukros oldatban feloldott arzén volt) Floridában őshonos hangyák irtására szolgált, amelyek nem éltek Illinois-ban. 1985. augusztus 23-án elítélték hatrendbeli súlyos testi sértésért, amiért öt év börtönt kapott. Bár megvádolták emberöléssel és emberölési kísérlettel is, erre nem volt elég bizonyíték. Elítélése után felmerült a kérdés, hogy a dékán leírása felett miért hunytak szemet többször is és miért alkalmaztak egy ilyen embert, de még egy évtizednek kellett eltelnie, hogy az OSU elismerje, hogy a rendőrség közreműködését kellett volna kérniük már a kezdetekkor.
1989-ben jó magaviselete miatt szabadulhatott, a börtönben töltött évei alatt azonban visszavonták az orvosi kamarai tagságát. A Virginia állambeli Newport News-ban dolgozott tanácsadóként az álláskeresési központban, ahonnét hamar kirúgták, mert munkaidőben lógott. Ezután labortechnikus volt az ATICoal-nál, ahol munkatársai közül egyre többen kezdtek el panaszkodni makacs gyomorfájdalmakra. Ekkoriban ismerte meg Kristin Lynn Kinney-t, aki nővérként dolgozott a Riverside Kórházban. Egymásba szerettek és hamarosan a házasságon kezdtek el gondolkodni. Swango ekkor azt tervezte, hogy visszatér az orvosláshoz.
1991-ben hivatalosan is Daniel J. Adams-re változtatta a nevét, és előbb a nyugat-virginiai Wheelingben, majd 1992 júliusától a dél-dakotai Sioux Falls-ban található Sanford kórházban kezdett el dolgozni. Mindkét esetben dokumentumokat hamisított, hogy azt a látszatot keltse, hogy megbecsült tagja a társadalomnak és nincs sötét folt a múltjában. Meghamisította a priuszát is, amely szerint valójában összeverekedett egy munkatársával és ezért kapott hat hónapot - tehát csak egy vétség miatt ítélték el, és nem egy bűntettért. A legtöbb amerikai államban ugyanis ha erőszakos bűntettért ítélnek el valakit, akkor az nem kaphat orvosi engedélyt. A virginiai kormányzó nevében is kreált egy hamis levelet, amely szerint visszakapta a szavazati jogát és hogy esküdt lehessen, barátai és kollégái pedig úgymond megerősítették abban, hogy ez tényleg csak egy vétség volt, és az életmódja egyebekben példamutató.
Swango kiváló hírnevet szerzett magának a Sanfordban. Emiatt jelentkezett az Amerikai Orvosok Szövetségébe (AMA), ahol azonban már jóval alaposabban utánanéztek az előéletének, mint a Sanfordban. Ráadásul Hálaadáskor a Discovery televíziócsatorna egy dokumentumfilmet sugárzott, amelyben Swango is szerepelt, mint aki a börtönből ad interjút. Ennek hatására a Sanford kórház kirúgta Swangót. Kinney hazaköltözött Virginiába, és varázsütésre megszűntek azok a migrénes panaszai, amik addig sújtották, amíg a férfival volt. Az AMA egy időre szem elől tévesztette Swangót, amikor az a New York Állami Egyetem Stony Brook-i klinikájára jelentkezett szakorvosjelöltnek. Míg itt volt, a betegei ismét rejtélyes módon kezdtek elhalálozni. Négy hónappal később Kinney öngyilkosságot követett el, és a boncoláskor arzént is találtak a szervezetében. A nő anyja, Sharon Cooper, megdöbbent azon, hogy valaki ilyen előélettel praktizálhat. Lánya ismerősén keresztül elkezdett a férfi után kutatni, és végül a Stony Brook-ban alaposan kifaggatták. Miután őszintén bevallotta az illinois-i mérgezéses esetek ügyét, azonnal kirúgták. A botrány kirobbant, és a dékánnak, valamint a szakorvosi program vezetőjének még abban az évben távoznia kellett. Kirúgása előtt Jordan Cohen dékán azért még kiküldött egy körlevelet az ország összes orvosi iskolájának és oktatókórházának Swangóról, gyakorlatilag feketelistára helyezve így őt.
Mivel a kórház egyben szövetségi intézmény is volt, az FBI is nyomozni kezdett, akik csak 1994 közepén bukkantak a nyomára. Ekkor Atlantában élt és vegyészként dolgozott egy számítógép-alkatrészeket gyártó üzem szennyvíztisztítójában. Miután az FBI értesítette a céget, azok kirúgták Swangót, mert hazudott nekik. Ezután elfogatóparancsot adtak ki ellene, de eddigre elhagyta az országot. Novemberben Zimbabwébe menekült, ahol hamis papírokkal kezdett el dolgozni egy kórházban. Azonban itt is kezdtek egymás után meghalni a betegei, ezért felfüggesztették. Mivel azonban nem folytattak le boncolást, így nem is vádolták meg semmivel. Felfüggesztése alatt ügyvédet fogadott, hogy újra praktizálhasson, és végül egy másik kórházban helyezkedett el. Bulawayo egyik kórházában dolgozott, ahol megszaporodtak a halálesetek, sőt egyszer le is buktatták, amikor az intenzív osztályon járt-kelt, miközben nem is lehetett volna ott. Összeköltözött egy nővel, aki egy ebéd után nagyon rosszul lett. Felkeresett egy orvost, aki arzénmérgezésre gyanakodott és hajmintát vett tőle, amely igazolta a teóriát. A zimbabwei rendőrség mellett már az Interpol és az FBI is a nyomában volt, akik időközben rátaláltak.
Swango érezte, hogy forrósodik a lába alatt a talaj, ezért előbb Zambiába, majd Namíbiába menekült. Távollétében elítélték a mérgezéses ügyek miatt. 1997 márciusában egy meghamisított önéletrajzzal jelentkezett egy szaúd-arábiai álláspályázatra. Ehhez azonban beutazási engedélyt kellett kérnie, amit csak az Egyesült Államokban kaphatott meg. Chicagóban, miután leszállt a repülőről, azonnal őrizetbe vették.

## Büntetőeljárás
Az ügyészség csak az okirat-hamisítással kapcsolatosan rendelkezett bizonyítékokkal vele szemben, de konkrét emberöléssel kapcsolatosan még nem. Ez is elég volt mindenesetre ahhoz, hogy letartóztassák. Swango, hogy elkerülje a hosszadalmas vizsgálatot amiatt, ami Zimbabwében történt, inkább bűnösnek vallotta magát 1998 márciusában. Az év júliusában három és fél év börtönre ítélték, és kifejezetten eltiltották attól, hogy étel vagy ital készítésében vagy szállításában közreműködjön, vagy hogy gyógyszerek közelébe kerüljön. A new york-i kerületi államügyész nehéz helyzetbe került: valahogy rá kellett bizonyítani Swangóra az emberölést, viszont erre kevés idejük volt. Három év után már feltételesen szabadlábra helyezhették őt, és attól tartottak, hogy ez esetben újra ölni fog. A nyomozás során holttesteket exhumáltak és méreganyagokat találtak bennük. Továbbá bebizonyították, hogy 1993 novemberében Swango egy Baron Haris nevű betegnek olyan szert adott be, amelytől lebénult, kómába esett, majd nem sokkal később meghalt. Rájöttek arra is, hogy Swango hazudott egy Cynthia Ann McGee nevű páciens haláláról, akit még az OSU-ban kezelt. Swango szerint szívelégtelenség vezetett a halálához, a valóságban azonban káliuminjekcióval végzett vele. 
2000. július 11-én, alig egy héttel azelőtt, hogy szabadlábra helyezhették volna, hivatalosan is megvádolták háromrendbeli emberöléssel és okirat-hamisítással. Ezalatt Zimbabwében is vádat emeltek ellene hét ember megmérgezéséért, akik közül öten meghaltak. Swango tudta, hogy ha most kiadják Zimbabwének, akkor egész biztosan halálra ítélik, ezért inkább vádalkut kötött az ügyészséggel. Ennek keretén belül Swango életfogytiglant kapott, a feltételes szabadlábra helyezés lehetőségéből kizárva. 2000 szeptemberében ezért bűnösnek vallotta magát három ember megölésében, abban, hogy egy negyedik halál esetében hazudott, és hogy az 1985-ös elítélésével kapcsolatosan is valótlanságokat állított. Az ügyészek felolvastak a naplójából, amelyből kiderült, hogy élvezte az ölést. Saját kérésére helyezték el a florence-i szövetségi börtönben, mert időközben rátámadt a börtönben egy másik rab, és félt, hogy megölik.
Az esetről könyvet író James B. Stewart szerint Swangóhoz legalább 35 gyanús haláleset köthető. az FBI pedig azt gyanítja, hogy körülbelül 60 esettel hozható összefüggésbe, amellyel az Egyesült Államok történetének egyik legtöbb áldozattal járó sorozatgyilkosa.

## Lásd még
- Harold Shipman
- John Bodkin Adams
- H. H. Holmes
- Fekete Angyal-ügy

## Fordítás
Ez a szócikk részben vagy egészben  a   Michael Swango című angol Wikipédia-szócikk ezen változatának fordításán alapul.  Az eredeti cikk szerkesztőit annak laptörténete sorolja fel. Ez a jelzés csupán a megfogalmazás eredetét és a szerzői jogokat jelzi, nem szolgál a cikkben szereplő információk forrásmegjelöléseként.